# Sebrytka

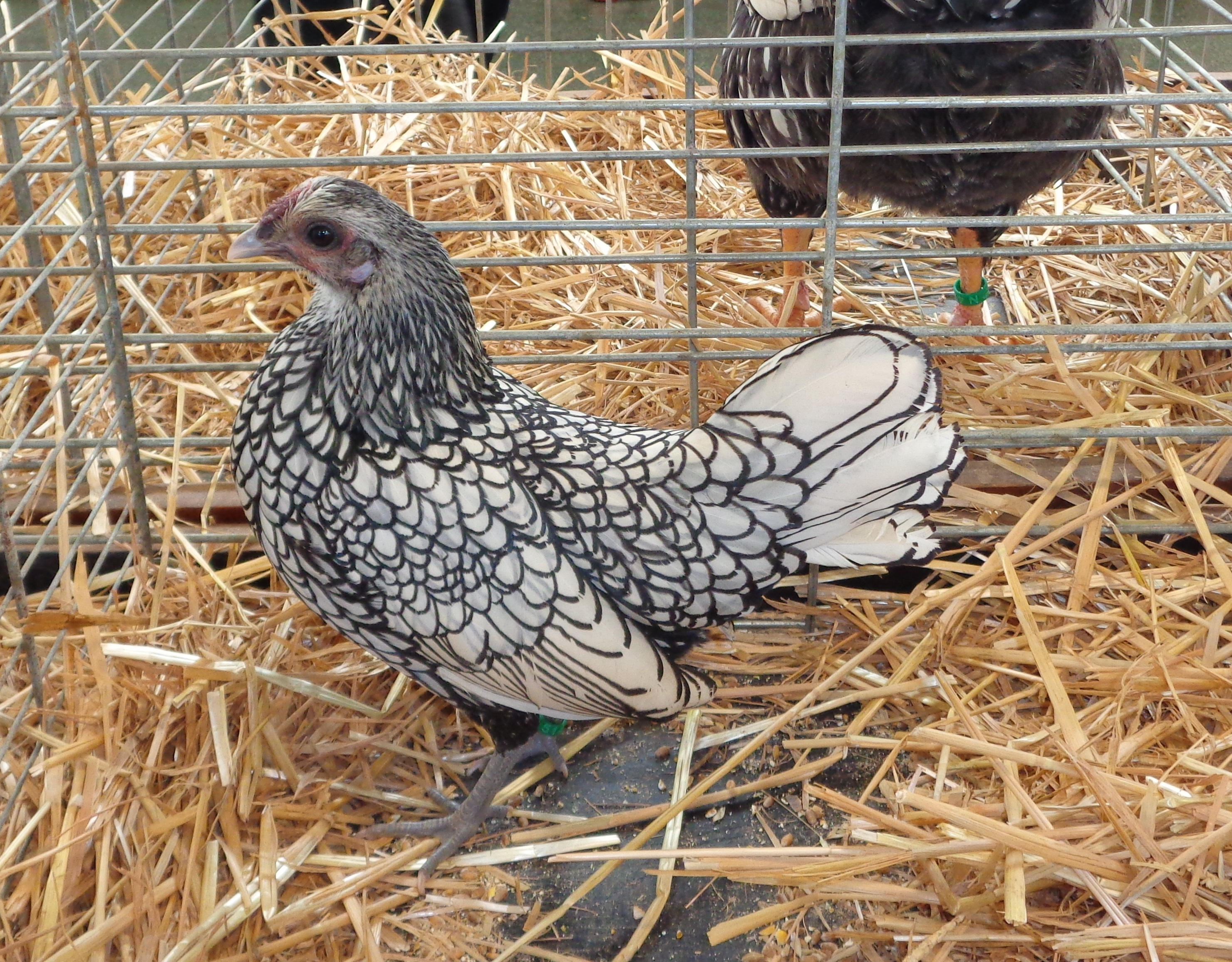
srebrno łuskowana sebrytka

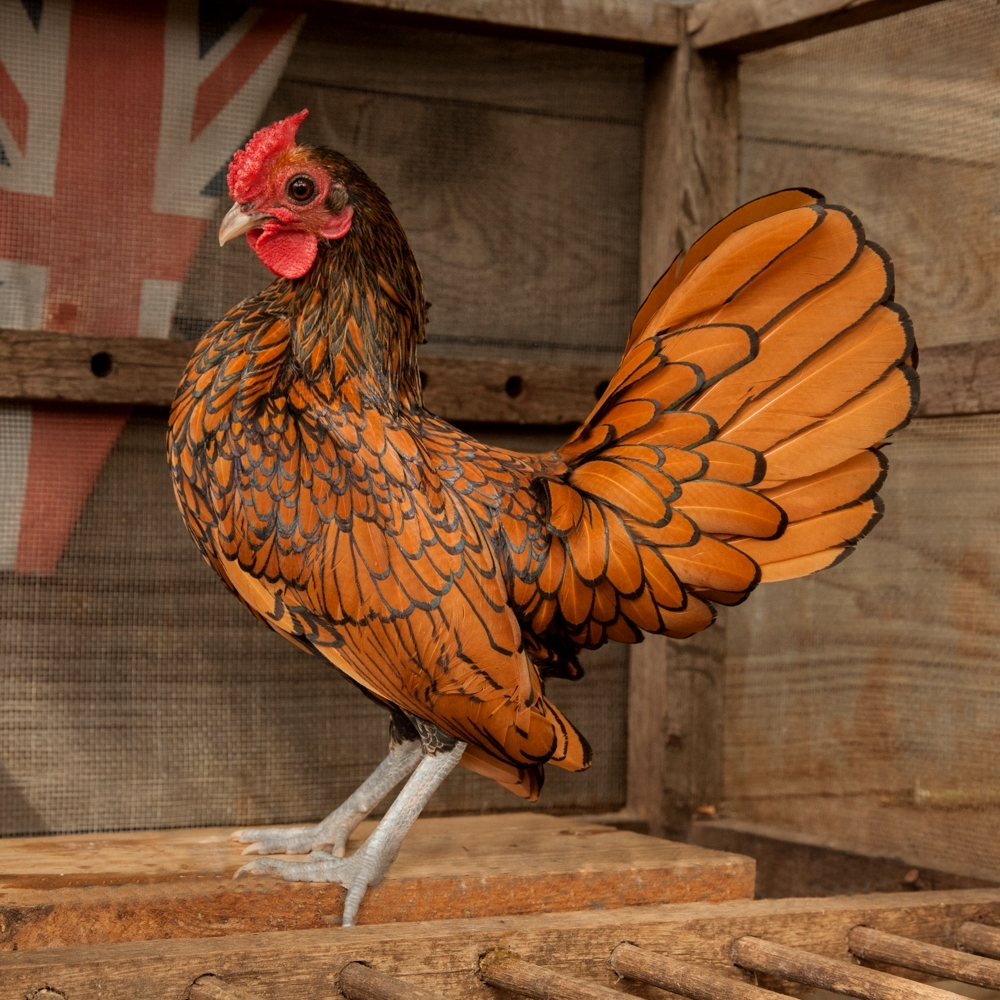
Kogut

Sebrytka – jedna z najmniejszych (druga pod względem wielkości) ras kur na świecie, wyhodowana przez Johna Saundersa Sebrighta. Koguty mają grzebień różyczkowy, z tyłu zwężający się w mały kolec. Grzebień samic jest mały i niepozorny. Nogi nie są opierzone. Podobnie jak u innych karłów właściwych, skrzydła sebrytek są ułożone prawie pionowo. Cechą charakterystyczną kogutów jest brak piór sierpowych. Sebrytki uzyskują płodność już w 7 miesiącu życia. W lutym niektóre kury niosą jajka, a koguty świetnie kryją. Kury wysiadują jaja około 19 dni. Nawet u młodych piskląt można rozróżnić koguta od kury. Małe koguty mają na grzebieniu maleńki kolec. Hodowla sebrytek nie jest trudna. To bardzo ufne kury. Koguty dzielnie bronią swoich samic nawet przed większymi kogutami, na przykład brahmy. Latem żywią się owocami, zielonkami itp., zaś jesienią i zimą jedzą więcej zboża.

## Odmiany barwne
- Złocista łuskowana,
- srebrzysta łuskowana,
- wielbłądzia (chamois),
- cytrynowa z białymi obrzeżeniami piór,
- niebieska.